# (17439) Juliesan
(17439) Juliesan est un astéroïde de la ceinture principale.

## Description
(17439) Juliesan est un astéroïde de la ceinture principale. Il fut découvert le 7 octobre 1989 à La Silla par Eric Walter Elst. Il présente une orbite caractérisée par un demi-grand axe de 3,16 UA, une excentricité de 0,03 et une inclinaison de 9,5° par rapport à l'écliptique.